# Fort 8
Fort 8 is een fort gelegen te Hoboken en een onderdeel van de onder Henri Alexis Brialmont gebouwde Brialmontgordel. Het fort neemt haast de volledige zuidelijke kant van Hoboken in beslag. Het is een van de meest authentieke en best bewaarde Brialmontforten omdat het nooit met beton werd versterkt of gemoderniseerd.

## Geschiedenis
In 1859 werd er aangevangen met de bouwwerkzaamheden van het fort over een gebied dat voordien bestond uit gronden van kastelen, waaronder het Scaldisburg van graaf Moretus. De werken waren in 1864 voltooid. Bij de werken werd er een mammoet skelet gevonden dat nu bekend staat als "mammoet van Hoboken". Het fort heeft opvallend hoge wallen, net zoals fort 7 en een traditorebatterij om naar de stad te kunnen schieten, net als fort 5 in Edegem. Het fort is 32 hectare groot. Bij het uitbreken van de Eerste Wereldoorlog bleek het fort echter vrij nutteloos; de technologie was reeds achterhaald.

## Huidige situatie
In 1977 kocht de toenmalige gemeente Hoboken het fort op. Momenteel maakt het domein deel uit van de grote groenzones van Hoboken en is het, op het binnenfort na, toegankelijk. Het binnenfort kan evenwel onder begeleiding van Gidsenwerking Fort 8 bezocht worden. Er is een Sportschuur in gevestigd en verschillende jeugdverenigingen. Verder is er in het binnenfort een bezoekerscentrum met de naam "In de Gulden Mammoet".

Fort 8
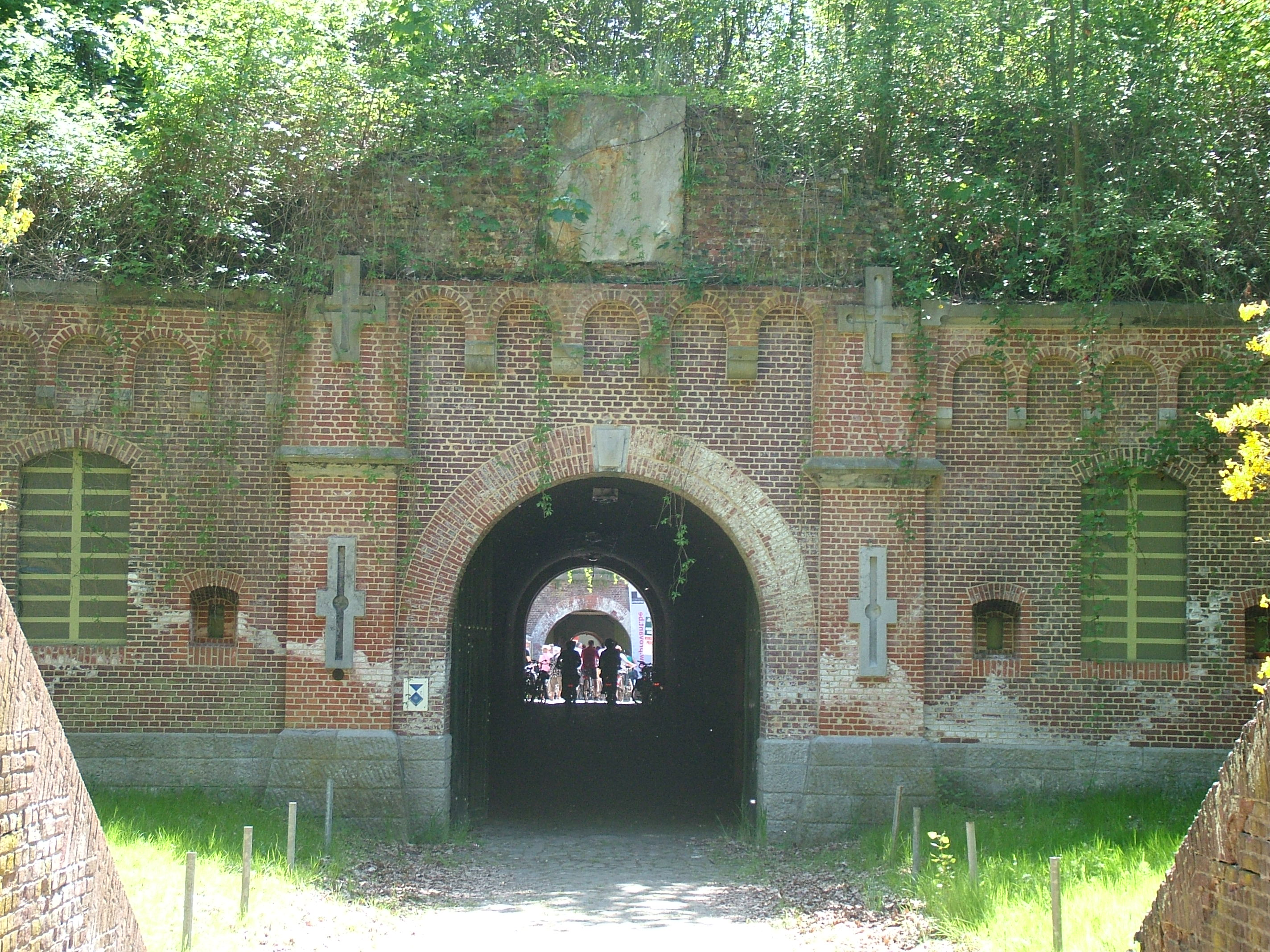
Toegangspoort
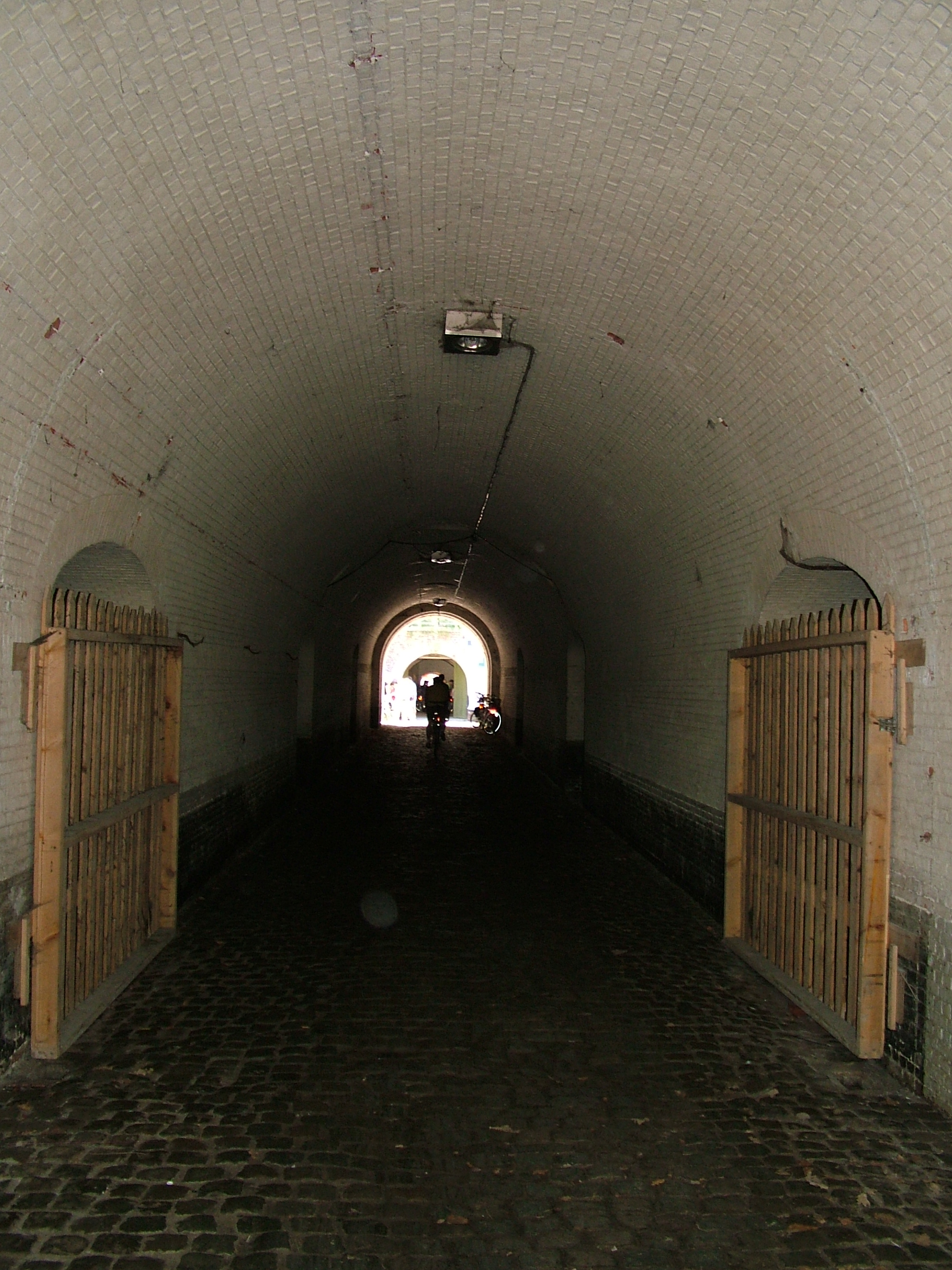
Doorgang
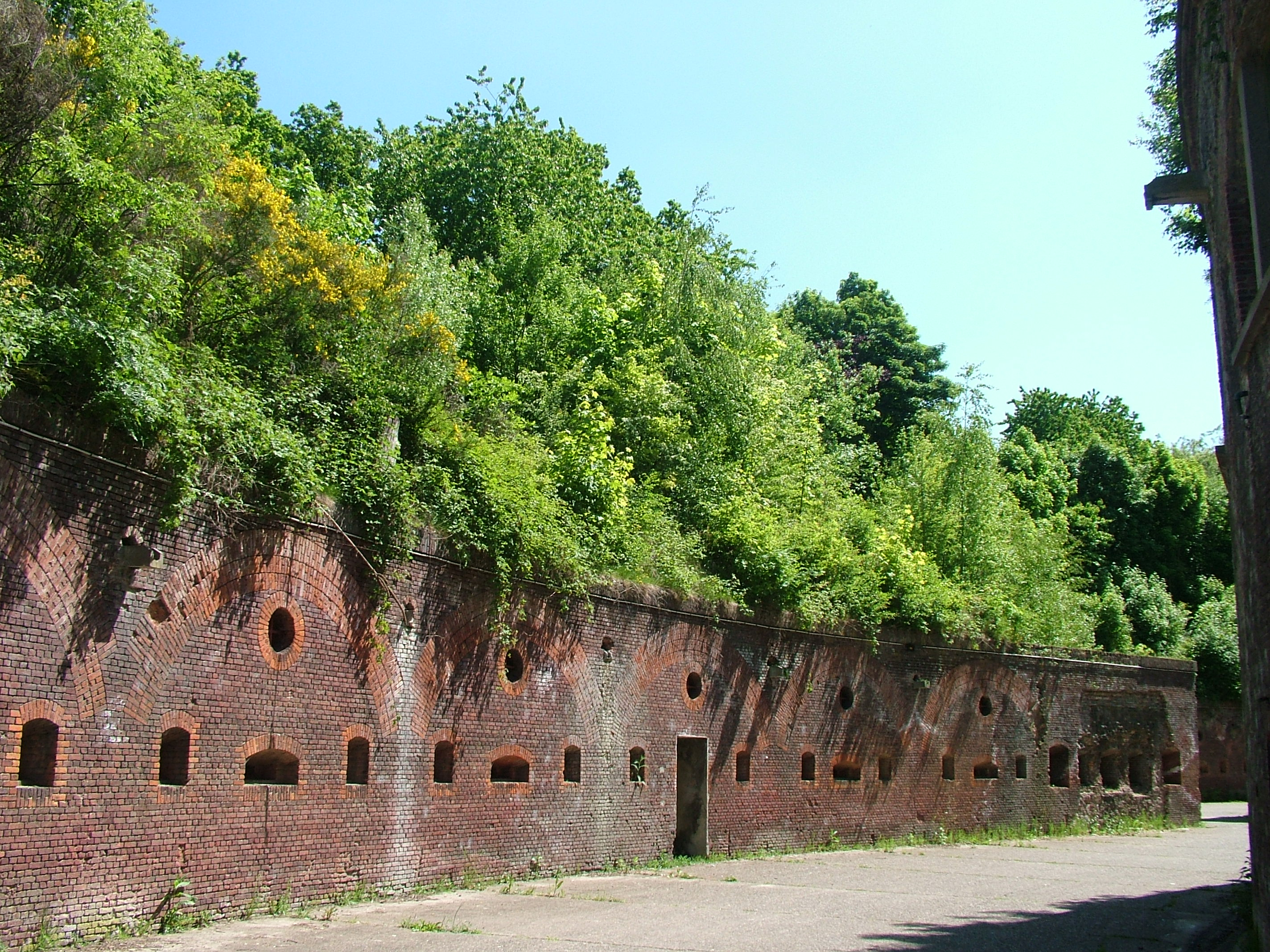
Binnenfort: verdedigingsmuur
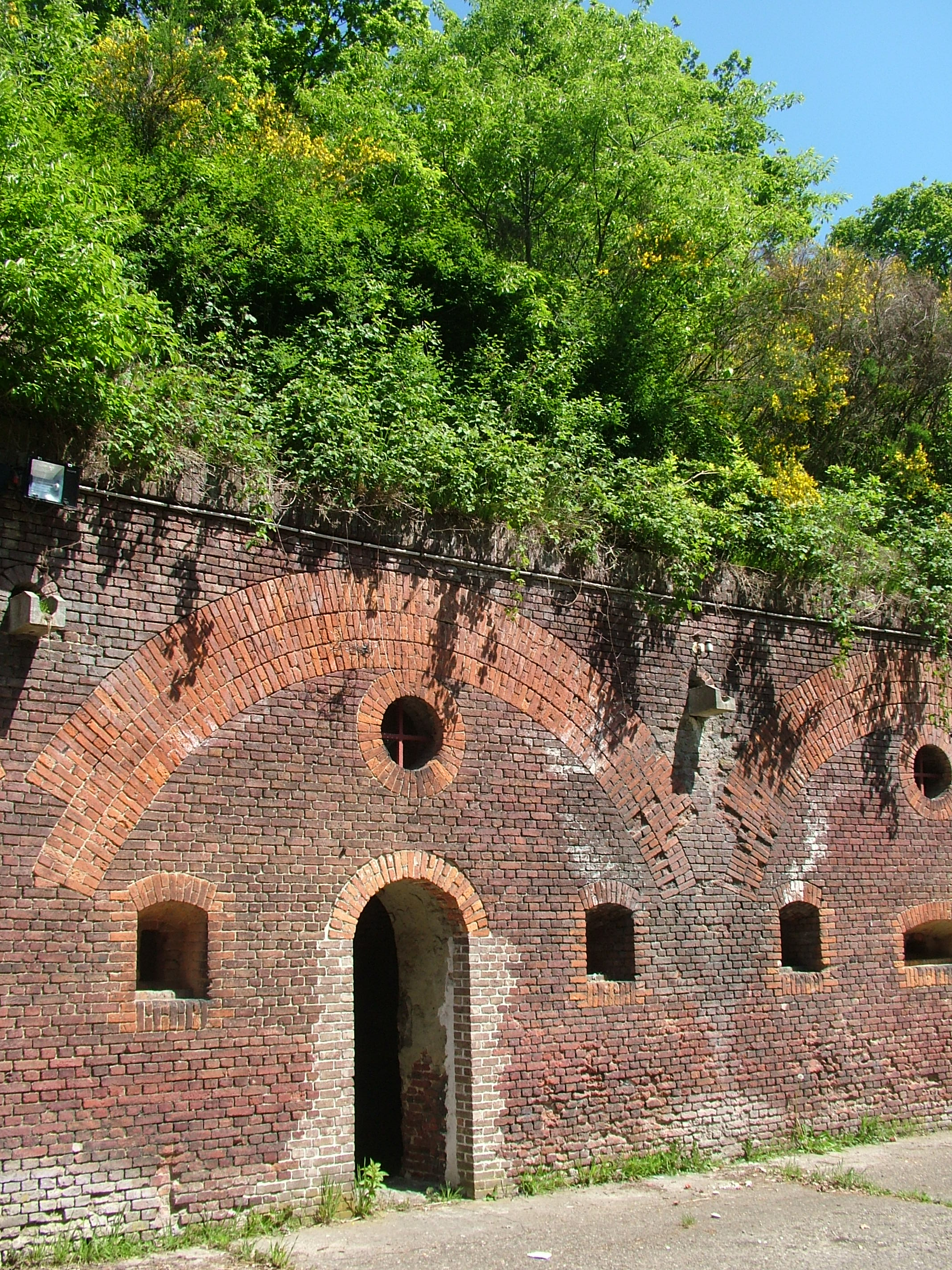
Binnenfort: detail
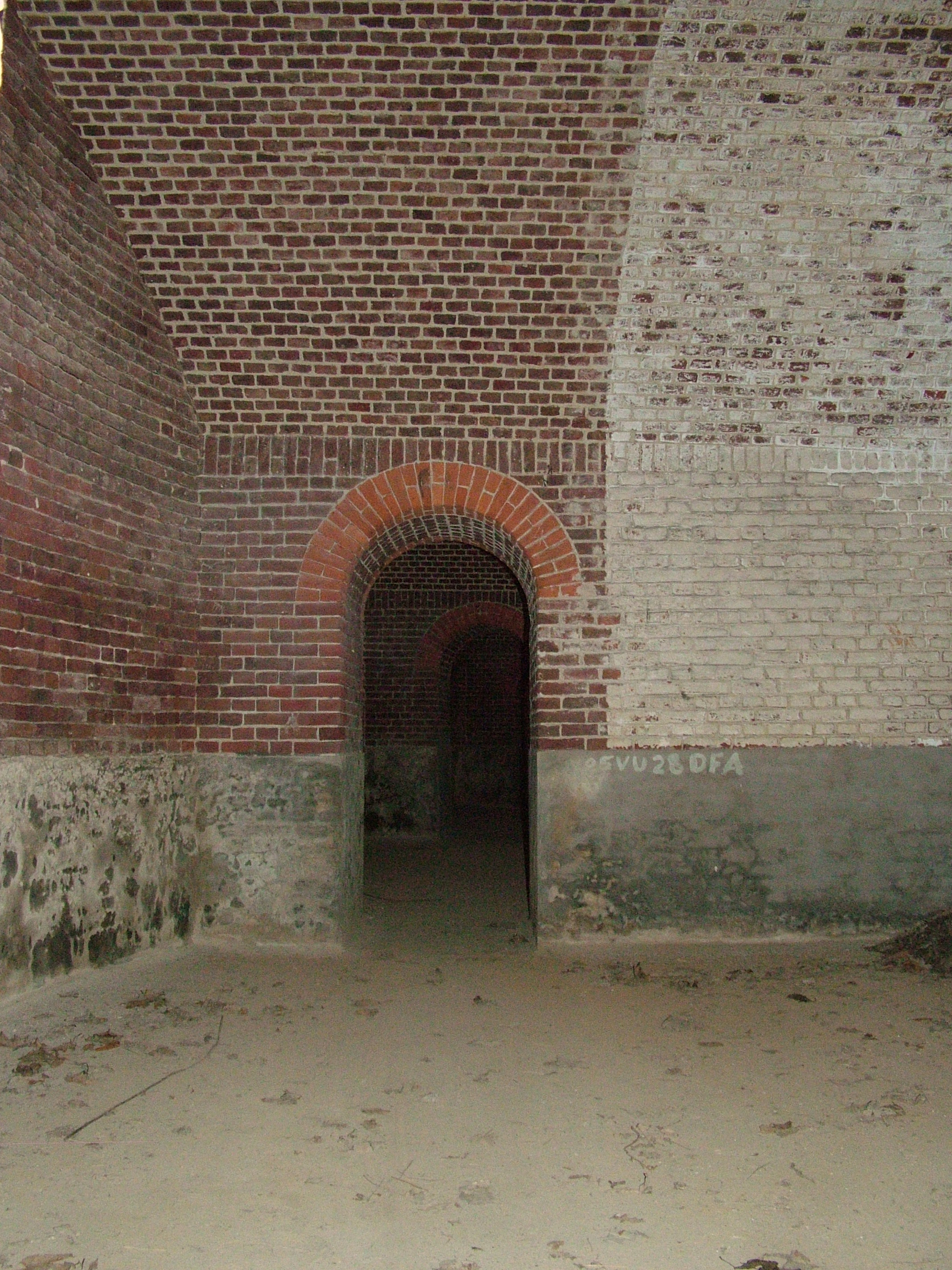
Ruimte in binnenfort
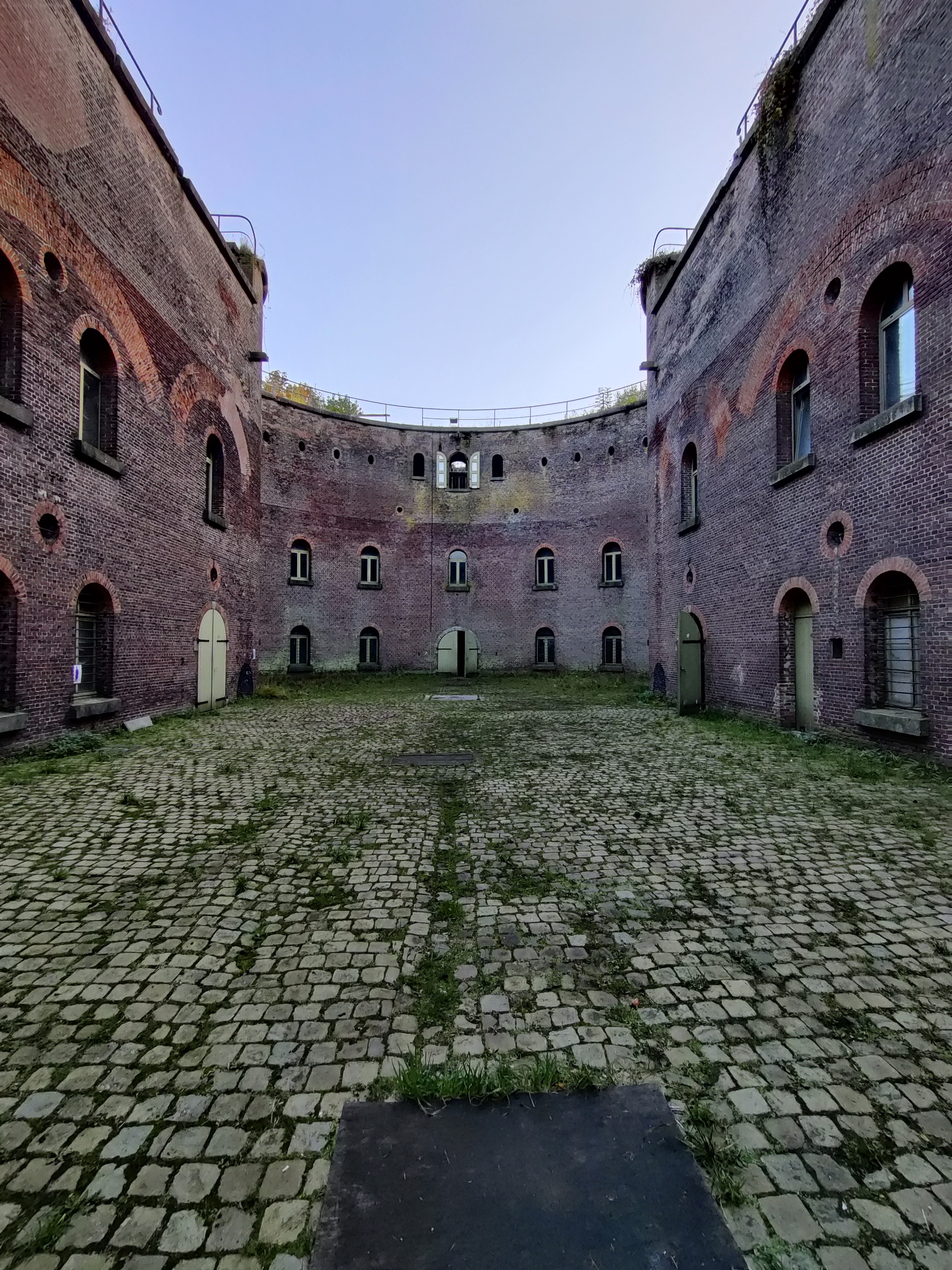
Binnenplaats fort 8